# アントニオ・カルロス・ジョビン国際空港
アントニオ・カルロス・ジョビン国際空港（アントニオ・カルロス・ジョビンこくさいくうこう、ポルトガル語: Aeroporto Internacional do Rio de Janeiro/Galeão - Antônio Carlos Jobim）は、ブラジルのリオデジャネイロ市にある国際空港である。所在地の名であるリオデジャネイロ国際空港や、旧名でガレオン国際空港とも呼ばれる。

## 歴史

### 開港
第二次世界大戦後の民間航空拡張期に、当時のブラジルの首都のリオデジャネイロ市港湾部にあるサントス・ドゥモン空港が手狭になったため、政府主導で新空港の建設が計画された。
様々な立地が検討された結果、リオデジャネイロとサンパウロを結ぶ幹線道路「国道116号線」に隣接していた上に、1923年からブラジル海軍の航空基地として使用されていたガレオン基地に隣接して建設されることが決まり、1940年代後半に旅客ターミナルの建設が開始され、1952年に開港した。

### リオ・デ・ジャネイロを代表する国際空港
その頃、ブラジル最大の都市で南アメリカの経済の中心地でもあるサンパウロ近郊には、ダグラスDC-7やボーイング377などの大型プロペラ機や、1950年代後半に就航したボーイング707やダグラス DC-8などの大型ジェット機が発着できる大規模な国際空港がなかったこともあり、開港以降リオデジャネイロだけでなく、ブラジルを代表するハブ空港として機能した。
また、ブラジルのフラッグ・キャリアのヴァリグ・ブラジル航空やパンエア・ブラジル航空、REAL航空などのハブ空港としても機能し、さらにパンアメリカン航空や日本航空、エールフランスや南アフリカ航空など諸外国から多数のフラッグ・キャリアが乗り入れた。

### 新ターミナルの完成
1959年に首都がブラジリアに移転したものの、ブラジル経済が急成長した1970年代には、ブラジルの経済成長とそれに伴う航空需要の急増を受けて、2つの近代的な旅客ターミナルの新設が計画され、1977年から供用された。
大幅に拡大された新しいターミナルは、最新のデザインと各種設備が採用されたほか、ターミナルと直結した駐車場が完備され、また開港以来初めてボーディングブリッジが完備された。
なおターミナルが新設された直後の1977年から1982年にかけて、エールフランスのアエロスパシアル・コンコルドがパリからダカール経由で週2便乗り入れていた。また1982年には、フォークランド紛争のブラック・バック作戦に参加したイギリス空軍機が緊急着陸している。

### 稼働率の低下

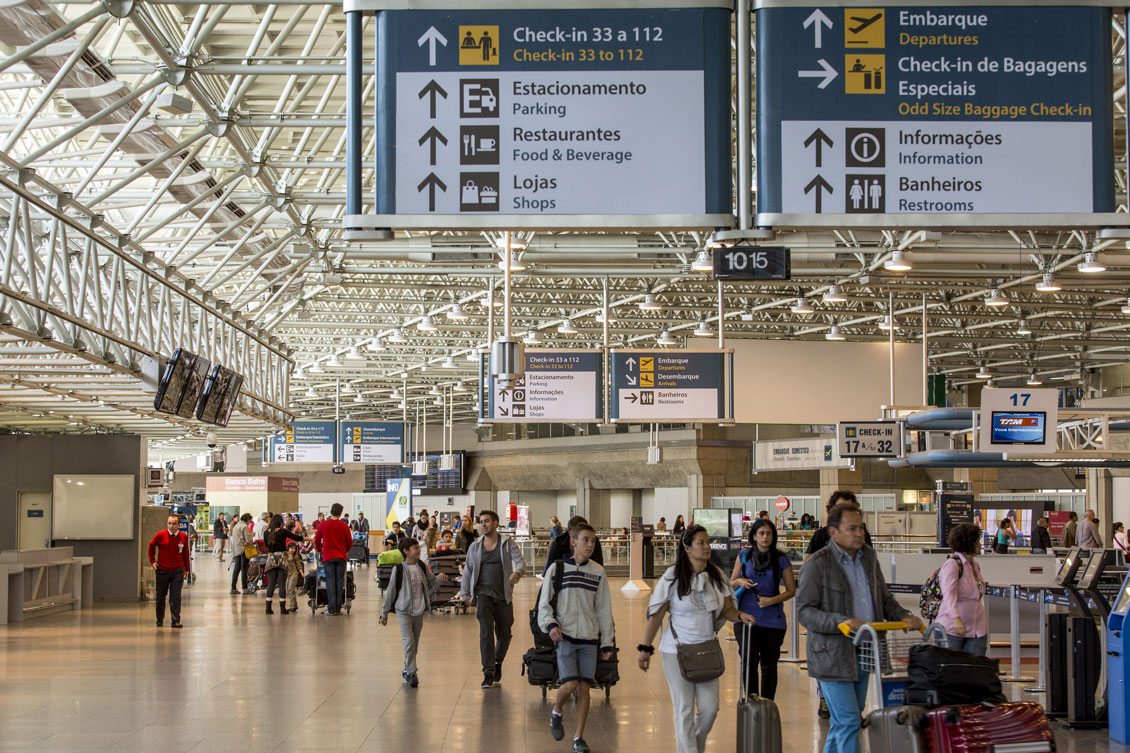
旅客ターミナル内

しかし1985年に、それまで市内近郊に大型ジェット機の乗り入れが可能な国際空港を有していなかったサンパウロ市郊外にグアルーリョス国際空港が開港し、ブラジルのハブ空港としての地位をグアルーリョス国際空港に譲ることとなった。
同時期にブラジルの経済状況が悪化し外国からの乗り入れ航空会社が減り、さらに経営難に陥ったヴァリグ・ブラジル航空が大幅に減便したことなどを受けて、1990年代以降には乗り入れ航空会社、便数とともに減少し、年間乗降客数が300万人を切り稼働率が30%を切るほどになった。
また、この頃は空いている駐機スペースが、倒産したVASP航空やヴァリグ・ブラジル航空のボーイング737やマクドネル・ダグラスDC-10などの余剰航空機の保管場所として使用されていた。

### 復活
しかし2000年代中盤に入り、ゴル航空やアズールブラジル航空などの格安航空会社による運航便数が急増したことでサントス・ドゥモン空港の過密状況がピークに達し、リオデジャネイロとサンパウロを結ぶシャトル便を除く多くの国内線の発着が移ってきたことや、ブラジル経済の回復やブラジルへの観光客の急増に伴い、国内外からの乗り入れ航空会社や便数が急速に増加した。その結果、2007年には年間旅客数が1000万人の大台に乗った。

### 改修と拡張

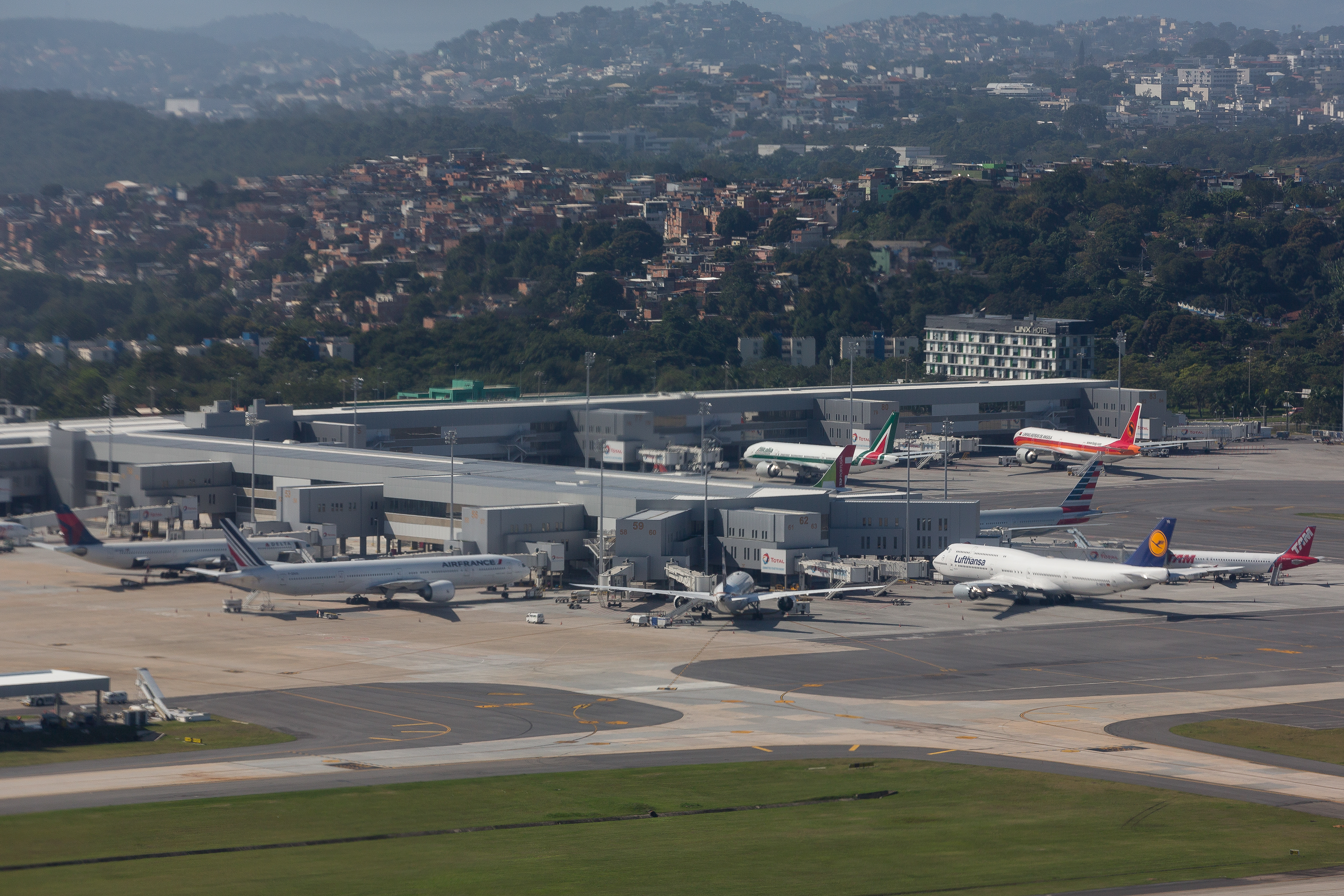
ターミナルの拡張エリア

その後、ブラジル経済の回復により国際線の乗り入れ便数が増加し、ブラジルで2014 FIFAワールドカップが開催されたことにより、2014年の旅客数は1726万人を記録した。
またオリンピックの開催が決まり、第1、第2ターミナルの改修工事が進められると同時に、BRT「トランス・カリオカ」の乗り入れが開始され、混雑するリオ・デ・ジャネイロ市内とのアクセスが改善された。
リオデジャネイロで2016年夏季オリンピックが開催された2016年の年間旅客数は1610万人だった。2016年から2017年にかけては、26の搭乗ゲートや、2,640台分の駐車場の拡張工事も行われた。

## 名称
元々はガレオン国際空港と呼ばれていたが、1999年に、「ボサノヴァの父」とも呼ばれるリオデジャネイロ出身の作曲家アントニオ・カルロス・ジョビンにちなんで、現在の名称に変更された。

## 就航路線
| 航空会社                 | 就航地 |
| ------------------------ | --- |
| ゴル航空                 | アラカジュ、ベレン、ベロオリゾンテ（コンフィンス）、ブラジリア、ブエノスアイレス（エセイサ）、カンピナグランデ、カンピーナス、コルドバ、クイアバ、クリチバ、フロリアノーポリス、フォルタレザ、フォス・ド・イグアス、ゴイアニア、ジョアンペソア、マカパ、マセイオ、マナウス、マリンガ、マイアミ、モンテビデオ、ナタール、ナヴェガンテス、ポルトアレグレ、プンタカナ、レシフェ、ロザリオ、サルヴァドール、サンルイス、サンパウロ（コンゴーニャス）、サンパウロ（グアルーリョス）、ビトリア 季節運航：サンティアゴ |
| LATAM ブラジル           | ベレン、ベロオリゾンテ（コンフィンス）、ボア・ヴィスタ、ブラジリア、カンピーナス、フロリアノーポリス、フォルタレザ、フォス・ド・イグアス、ジョアンペソア、レシフェ、マセイオ、マナウス、マイアミ、モンテビデオ、ナタール、ニューヨーク（JFK）、ポルトアレグレ、レシフェ、サルヴァドール、サンタレン、サンティアゴ、サンルイス、サンパウロ（コンゴーニャス）、サンパウロ（グアルーリョス）、ビトリア |
| アズールブラジル航空     | ベロオリゾンテ（コンフィンス）、カンピーナス、カンポス・ドス・ゴイタカゼス、クイアバ、フォルタレザ、マカエ、ナヴェガンテス |
| ボエパス航空             | リベイラン・プレト |
| アルゼンチン航空         | ブエノスアイレス（アエロパルケ）、ブエノスアイレス（エセイサ） |
| パラン航空               | アスンシオン |
| アビアンカ航空           | ボゴタ |
| LATAM チリ               | サンティアゴ |
| LATAM ペルー             | リマ |
| コパ航空                 | パナマシティ |
| アメリカン航空           | マイアミ |
| デルタ航空               | アトランタ |
| ユナイテッド航空         | ヒューストン（インターコンチネンタル） |
| エア・カナダ             | トロント |
| エア・トランザット       | トロント(2026年2月4日より運航開始予定)、モントリオール(2026年2月5日より運航開始予定) |
| TAPポルトガル航空        | リスボン、ポルト |
| イベリア航空             | マドリッド |
| KLMオランダ航空          | アムステルダム |
| ルフトハンザ・ドイツ航空 | フランクフルト |
| エールフランス           | パリ（ド・ゴール） |
| ITAエアウェイズ          | ローマ（フィウミチーノ） |
| LOTポーランド航空        | 季節運航：ワルシャワ |
| エーデルワイス航空       | チューリッヒ |
| ロイヤル・エア・モロッコ | カサブランカ |
| TAAGアンゴラ航空         | ルアンダ |
| エミレーツ航空           | ブエノスアイレス（エセイサ）、ドバイ |

### 貨物便
| 航空会社                     | 就航地                                                                                         |
| ---------------------------- | ---------------------------------------------------------------------------------------------- |
| カーゴルックス航空           | ルクセンブルク、カンピーナス                                                                   |
| センチュリオン・エア・カーゴ | マイアミ                                                                                       |
| LATAM カーゴブラジル         | アムステルダム、ブエノスアイレス（エセイサ）、カラカス、フランクフルト、マイアミ、モンテビデオ |
| LATAM カーゴチリ             | サンティアゴ                                                                                   |
| ランコ                       | ボゴタ、リマ、マイアミ、マイアミ、キト                                                         |
| リオ・リンハス・アエレアス   | レシフェ、サルヴァドール、サンパウロ（グアルーリョス）                                         |
| スカイリース・カーゴ         | マイアミ                                                                                       |
| ブリティッシュ・エアウェイズ | ロンドン（ヒースロー）                                                                         |
| コンドル航空                 | フランクフルト                                                                                 |
| 未定                         |                                                                                                |

### 以前の就航航空会社

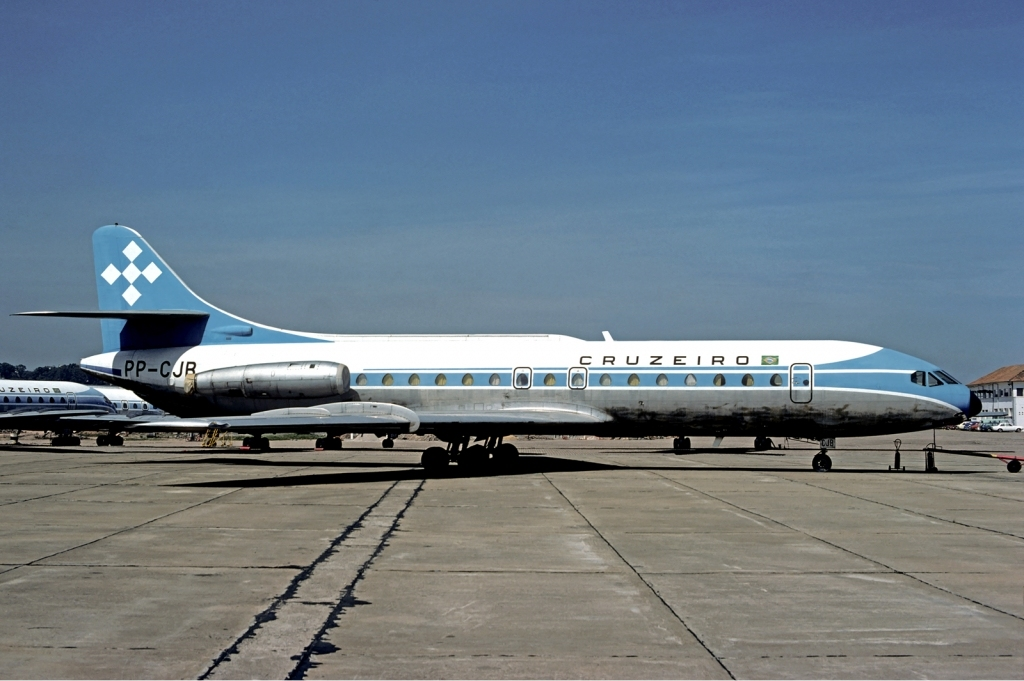
クルゼイロ航空のシュド・カラベル型機（1960年代）

- クルゼイロ航空（国内）
- VASP航空（国内）
- トランス・ブラジル航空（国内）
- ヴァリグ・ブラジル航空（かつてのハブ空港）
- アエロペルー（リマなど）
- 日本航空（東京など）
- パンアメリカン航空（ニューヨークなど）
- ブラニフ航空（リマ、マイアミ）
- 南アフリカ航空（ヨハネスブルグ）
- ABSAカーゴ（貨物）

## 施設
空港の敷地面積は1788haである。旅客ターミナルは2つで、半円形の建物である。駐車場と一体化しており、自動車によるアクセスを重視した設計である。この点でダラス・フォートワース国際空港と似ている。
その他に貨物ターミナルや航空会社の整備地区が空港敷地内に点在している。また、広大な軍用地が立地している。
長いほうの滑走路が約4,000メートルと南アメリカにおいて有数の長さで、退避スペースも多くあることや、周辺が入江に囲まれていることもあり、かつてはアメリカのスペースシャトルの緊急不時着空港の1つに指定されていた。

## アクセス
リオデジャネイロ中心部からは約20キロの距離にあり、市内中心部とはBRT「トランス・カリオカ」で結ばれているほか、市内の主要ホテルやサントス・ドゥモン空港との間はシャトルバスで結ばれている。空港近郊や市内とは路線バスも乗り入れている。
タクシーでリオ・デ・ジャネイロ市内まで高速道路（RJ-071）経由で30分程度でアクセスできるほか、サンパウロとの間を結ぶ高速道路「プレジデンテ・ドゥトラ」（BR-116）などを経由することで郊外にもアクセスできる。

## エピソード
- 1998年にサッカーワールドカップ開催に合わせて放映された、サッカーブラジル代表チームが出演したナイキのテレビコマーシャルのロケ地として、旅客ターミナルおよびランプが使用された。